# DataPortability
Data portabilityとはユーザーデータを相互運用性のあるアプリケーション間で再利用する機能で、ユーザーのアイデンティティや個人データのメディア、他の形式をコントロールできるようになっている。DataPortabilityプロジェクトが空間内で識別、試みの文脈化や促進でこのビジョンを推進している。
この試みはボランティアが基礎となっている世界的分散集団が行っている。

## プロジェクト史

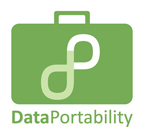
初代DataPortabilityロゴ

DataPortabilityプロジェクトは2007年11月にアイデアを探求するために業界の思想家を招聘して結成されたワークグループ関係者が立ち上げた。
2008年1月8日、Google、Facebook、Plaxoといった大手インターネット企業数社がこのワークグループを支援するようになり、Drupal、Netvibes、Mystrands、LinkedIn、Flickr、Six Apart、Twitterだけでなく、Diggやマイクロソフトも加わった。
プロジェクトは2009年に501c3の非営利慈善団体に転換した。

## モデル・ポータビリティ・ポリシー
2008年、プロジェクトは利用規約(ToS)とソフトウェア利用許諾契約(EULA)の審議会を立ち上げた。EULA/ToSグループはデータポータビリティの実践やアイデアをサイトとユーザー間の取り決めにもたらす方法を決定した。グループは2010年7月に、モデル・ポータビリティ・ポリシーのアンケートとPortabilityPolicy.orgを発表した。ポータビリティポリシーはプライバシーポリシーのようなユーザーへのコミュニケーションを構築していて、データポータビリティの役割に関して組織内での議論を進めたり、ポータビリティに関する問題を顧客に説明したり、サイト間で比較できる方法で移植性のある実践をはっきり開示したり、データポータビリティの競争で1位を目指すことを推奨する意図があった。
モデル・ポリシーの立ち上げ時、10の質問と選択肢（はい/いいえ、複数回答）、回答の模範話術が用意された。2010年5月でのモデル質問は以下の通り:
1. あなたのはAPIやデータフォーマットは文書化されているか（はい/いいえ/あてはまらない）
2. ユーザーはこの製品に対応した新しいアイデンティティを作成する必要があるか、もしくは既存のを使用可能か？（フレッシュスタート、既存アイデンティティ、あてはまらない）
3. ユーザーはこの製品にインポートしなければならないか、もしくは製品が他どこかに保存されたのを参照できるか？この製品は別の製品である「信頼できるホーム」のオブジェクトや情報で動作できるか、もしくはこの製品は直接管理しているもののみで動作するか？（ホーム、ビジター、あてはまらない）
4. このサイトはユーザーが他のサイトで作成した時のアップデートを監視するか？ユーザーが第三者の製品で保存した時製品が追跡や管理をする場合、この製品は自動的に最新版に保てるか？（インポートしない、一回インポートする、アップデートを監視、あてはまらない）
5. もしユーザーがこの場所にアップデートした場合、変更の保存はこの場所のみもしくは他の製品に通知できるか？この製品はアップデートを尋ねるために他へ方法を提供するか？（何もしない、通知や提供をする、あてはまらない）
6. ユーザーはこの場所で作成、更新したのをほかのサイトで使用できるか？この製品は第三者にユーザーがの認証や読み書きの方法を提供するか？（アクセス不可、他の製品は読める、他の製品は書ける、あてはまらない）
7. ユーザーはこのサービスに提供した全てをダウンロードしたり遠隔アクセスできるか？ほとんどの製品の標準使用の一部として、ユーザーがインポートや作成をするが、この製品はユーザーに対しユーザーが作成や提供した全てを第三者を通して取得やアクセスするためのオープンもしくはDRM無しの方法を提供するか？（ダウンロード不可、ダウンロード一部可、ダウンロード全部可能、あてはまらない）
8. ユーザーは他が製品に提供した情報をダウンロードしたり遠隔アクセスできるか？製品がダウンロードや遠隔アクセスを可能にしている場合、ユーザーはデータの全てを利用もしくは直接作成したデータのみエクスポートしたりアクセスできるのか？（プロバイダーのみ、フルアクセス、あてはまらない）
9. サイトはユーザーの要請に応じてアカウントと全関連データを削除するか？もしユーザーがこの製品を使ってパスワードやアカウントを作成した時、製品はアカウントの使用を中止し全関連データを削除する方法を提供するか？（アカウント削除不可、期限付き、要請に応じてアカウント削除、あてはまらない）
10. 現実世界で保管している自分のデータを開示するか？もし開示するなら、データが保存されている場合を覚えることができるか？また、自分のデータを1つの管轄か別の場所に保管することを要請できるか？（はい、いいえ、あてはまらない）

## 技術
歴史的にDataPortabilityプロジェクトはオープン標準提唱と関連している。グループは正式には特定の技術を重ねて推奨していないが、首脳陣はオープン標準の上位概念に対応すると発言していてこれはデータポータビリティのビジョンに達するために必要と考えたためだった。
ビジョンを前進させると考えるオープン標準にはRDF、RDFa、マイクロフォーマット、APML、FOAF、OAuth、OpenID、OPML、RSS、SIOC、XHTML Friends Network (XFN)、XRI、XDIがある。

## 運営
Dataportabilityプロジェクトのコミュニティは本会議の一環として投票次第で会員を正式認定する。本会議参加者は「DataPortabilityプロジェクトのオペレーション、需要、良い運営に関する決定を下せる唯一の権限」を順番に持つ運営グループを選出する。